# Černá výprava
Černá výprava je americký thriller režiséra Johna Flynna z roku 1973, natočený podle stejnojmenného románu (The Outfit) Donalda E. Westlaka s Robertem Duvallem v hlavní roli.

## Děj
Earl Macklin je vyzvednut z vězení svou přítelkyní Bett Harrowovou poté, co si odpykal svůj trest. Bett mu přináší špatnou zprávu: jeho bratr Eddie je mrtev. Zabili ho vrazi jistého syndikátu, protože on a Earl vyloupili banku, netušíce, komu se tím pletou do záležitostí. Krátce nato Earl přemůže muže, který se pokusil zabít i jeho. Přinutí ho, aby mu prozradil jméno svého chlebodárce. Earl se poté neohroženě vydává přímo doprostřed partičky hrajících gangsterů a zvěstuje jim svůj požadavek: 250 000 dolarů za smrt svého bratra.
V očích hlavního bosse syndikátu Mailera je Macklin jen směšnou figurkou, s níž si jeho lidé poradí velmi rychele. To se ale ukáže jako nebezpečný omyl. Spolu se svým kumpánem Codym začne Macklin s tažením, při kterém připraví Mailerovo podnikání o pěknou sumičku. Brzy není jasné, kdo je pronásledovaným a kdo pronásledujícím. Při jedné přestřelce je zastřelena Bett a nakonec umírá i Mailer. Earl se zraněným Codym unikají.

## Hrají
- Robert Duvall - Earl Macklin
- Karen Black - Bett Harrow
- Joe Don Baker - Cody
- Robert Ryan - Mailer
- Timothy Carey - Jake Menner
- Richard Jaeckel - Chemy
- Sheree North - Buckova žena
- Felice Orlandi - Frank Orlandi
- Marie Windsor - Madge Coyle
- Jane Greer - Alma
- Henry Jones - doktor
- Joanna Cassidy - Rita
- Tom Reese - první muž
- Elisha Cook Jr. - Carl
- Bill McKinney - Buck
- Anita O'Day - Anita O'Day
- Archie Moore - Packard
- Tony Young - účetní
- Roland La Starza - najatý vrah
- Edward Ness - Ed 'Eddie' Macklin
- Roy Roberts - Bob Caswell
- Toby Andersen - zřízenec na parkovišti
- Emile Meyer - Amos
- Roy Jenson - Al
- Philip Kenneally - barman
- Bern Hoffman - Jim Sinclair
- John Steadman - obsluha benzinky
- Paul Genge - muž s penězi
- Francis De Sales - Jim
- James Bacon - bookmaker
- Army Archerd - sluha
- Tony Trabert - Tony Trabert
- Charles Knapp - majitel motelu
- Jeannine Riley - prostitutka